# Elvira Ontañón Sánchez-Arbós
Elvira Ontañón Sánchez-Arbós (1931 - 25 de mayo de 2025) es una escritora, historiadora, articulista y pedagoga. Presidió la Asociación de Antiguos Alumnos de la Institución Libre de Enseñanza (ILE), su centro de estudio y para la cual trabajó su madre, y patrona de la Fundación Francisco Giner de los Ríos.

## Trayectoria
Era hija de la maestra María Sánchez Arbós y del científico Manuel Ontañón. Estudió en el Colegio Estudio, del que  ejerce de vicepresidenta del Patronato de la Fundación Estudio, siendo el presidente Florentino Vivancos.
Escribió la tesis María Goyri. Su mundo y su entorno 1873-1954 con el fin de destacar la figura de María Goyri, un referente para Ontañón. La relación entre estas dos mujeres se debe al historiador Gonzalo Menéndez Pidal, hijo de María Goyri y exdirector de la Fundación Francisco Giner de los Ríos, institución que fue presidida por Elvira Ontañón.
También participó en otras asociaciones o instituciones con los cargos de: Presidenta de la Corporación de Antiguos Alumnos de la ILE, patrona de la Fundación Francisco Giner de los Ríos y vicepresidenta honorífica de la Fundación Sierra Pambley.
Colaboró en el documental "Las maestras de la República" dirigido por Pilar Pérez Solano aportando relatos de su madre, que fue galardonado con un Goya en el año 2014 a la mejor película documental.

### Obras publicadas
En lo que respecta a su producción literaria, en 2003 escribió Un estudio sobre la Institución Libre de Enseñanza y la mujer, editado por la Universitat Politécnica de Valencia (UPV). En 2005 publicó junto a otros escritores el libro Krause, Giner y la Institución libre de Enseñanza. Nuevos estudios, sobre la ILE. También colaboró en la publicación de Una escuela soñada (2013), libro que resume, mediante una colección de textos suyos, el pensamiento pedagógico y el compromiso con la escuela de su madre, María Sánchez Arbós. Con respecto a sus publicaciones en medios de comunicación, en la página web del diario El País pueden leerse artículos de opinión escritos por Ontañón entre los años 1983 y 2009.
También publicó artículos en revistas especializadas como el Boletín de la Institución Libre de Enseñanza, Educación y biblioteca, Circunstancia (revista de ciencias sociales del Instituto Universitario de Investigación Ortega y Gasset), Cuadernos de pedagogía o RdM (Revista de Museología, publicación científica al servicio de la comunidad museológica).